# Upplands runinskrifter 938
Upplands runinskrifter 938 är en runsten som idag är uppställd i Universitetsparken och bakom Gustavianum i Uppsala, Uppland. Stenen ursprungliga plats är icke känd. Troligt är att antingen så är fyndplatsen, i kvarteret Torget, dess ursprungliga plats eller så har stenen fraktats dit på 1200-talet för att användas i någon byggnad tillhörande Uppsala franciskankonvent.
Den står tillsammans med åtta andra runstenar: U 489, U 896, U 932, U 937, U 939, U 940, U 943 och U 1011. 

## Stenen
Runstenen är 1,9 meter hög, 1,2 meter bred samt 0,25 meter tjock. Runhöjden är 7 centimeter. Stenen som ristades på 1000-talet är inte signerad men enligt Samnordisk runtextdatabas tillskrivs har inskriften attribuerats till den kända runmästaren Öpir.
Under medeltiden fanns runstenen i franciskanklostret vid Gamla torget. Stenen återupptäcktes 1910, då man grävde grund för Centralbadet, och flyttades till sin nuvarande plats i Universitetsparken. Stenen är horisontellt delad i två bitar som åter är sammanfogade. Den pryds av ett invecklat ornament med ett rundjur och ytterligare tre ormar som fyller ut hela stenens framsida. Inskriften börja vid rundjurets huvud och slutar vid svansen. På ristningens övre del syns ett kors. 
Av den kortfattade texten förblir det oklart i vilket förhållande Torbjörn stod till uppdragsgivaren Holmfast eller hans far Igulger. Troligen har Torbjörn och Holmfast rest stenen tillsammans men de var inte bröder. Därför har man valt att placera Torbjörns namn sist i ristningen så det syftningsfelet inte skulle uppstå.
Den från runor translittererade och översatta inskriften följer nedan.

## Inskriften
Runor: ᚼᚢᛚᚠᛅᛋᛏᚱ᛫ᛚᛁᛏ᛫ᚱᛁᛋᛅ᛫ᛋᛏᛁᚾ᛫ᛅᛏ᛫ᛁᚼᚢᛚᚴᛅᛁ᛫ᚠᛅᚦᚢᚱ᛫ᛋᛁᚾ᛫ᚢᚴ᛫ᚦᚭᚱᛒᛁᚭᚱᚾ
Translitterering av runraden:
hulfastr ' lit ' risa ' stin ' at ' ihulkai ' faþur ' si(n) ' uk ' þorbiorn
Normalisering till runsvenska:
Holmfastr let ræisa stæin at Igulgæiʀ, faður sinn, ok Þorbiorn.
Översättning till nusvenska:
Holmfast lät resa stenen efter Igulger, sin far, och Torbjörn.

## Bildgalleri

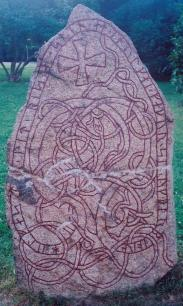
U 938 år 2003
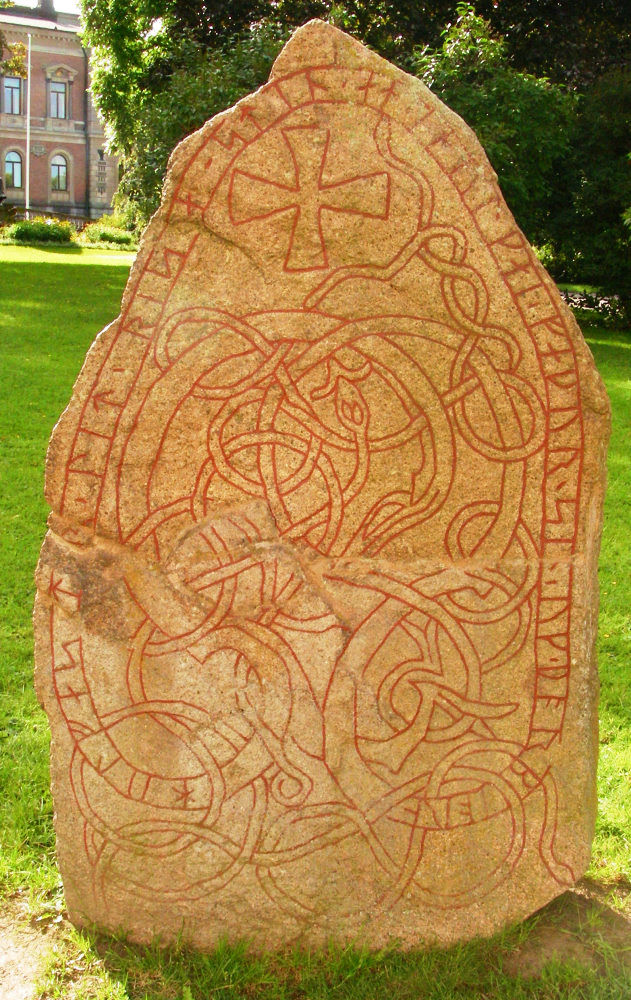
U 938 år 2006